# Штокман, Илья Григорьевич
Илья Григорьевич Штокман (18 февраля 1920 — 14 июня 1991) — украинский советский учёный, заведующий кафедрой «Горнозаводского транспорта» Донецкого политехнического института, основатель научной школы в области динамики и прочности шахтных транспортных установок и магнитного транспорта, профессор, доктор технических наук.

## Биография
Родился в Харькове в еврейской семье, ведущей происхождение из кантонистов. В 1937 г. с отличием закончил среднюю школу и поступил в Харьковский машиностроительный институт. В 1941 г. эвакуирован в г. Свердловск, где продолжил обучение на механическом факультете Уральского индустриального института. С отличием окончил институт и добровольно пошел на фронт. Воевал на Воронежском фронте в составе 518 отдельного гвардейского минометного дивизиона «Катюша». Был тяжело ранен и демобилизован, работал в проектном институте «Караганда-шахтопроект». В 1944 г. поступил в аспирантуру Днепропетровского горного института, в котором прошел путь от ассистента к профессору кафедры рудникового транспорта. Канд. технических наук (1946), доцент (1948), доктор технических наук (1956), профессор (1959).
В 1960 г. профессор Штокман И. Г. был приглашен на работу в ДПИ на должность зав. кафедрой «Горнозаводского транспорта». На кафедре работал до конца своей жизни (1991), а на должности заведующего — до 1990 года.
Сделал большой вклад в развитие кафедры, фактически организовал работу по-новому, перестроив ее учебно-методический процесс, научную деятельность и материальную базу. Как блестящий лектор и методист много внимания уделял проблемам вузовского преподавания, над которыми работал постоянно и восторженно. Как следствие работы — монография «Вузовская лекция» (1981), одобрена на уровне Минвуза Украины. Автор ряда фундаментальных учебников и учебных пособий для студентов горных специальностей: «Расчет и конструирование горных транспортных машин», (1975, соавторы Кондрахин П. М., Чебаненко К. И. и др.), «Проектирование и конструирование транспортных машин и комплексов» (1986, соавторы Кондрахин П. М., Мухопад М. Д. и др.). Широкое признание среди специалистов области и студентов получил его справочник «Шахтный транспорт».
Создал научную школу в области динамики и прочности шахтных транспортных установок и магнитного транспорта, которая получила широкое признание в нашей стране и за границей. Долгое время под его руководством в ДПИ функционировала отраслевая лаборатория новых способов транспорта Минуглепрома Украины. В результате выполнен широкий спектр работ по созданию и внедрению новых видов транспортной техники.
Подготовил 3 доктора и 64 кандидата наук, опубликовал около 250 научных работ, в том числе 13 учебников, учебных пособий и монографий, 47 авторских свидетельств на изобретения. Основные публикации-монографии: «Основы теории и расчета рудничных транспортных установок» (соавтор Поляков Н. С.), «Динамика тяговых цепей рудничных конвейеров» (1959), «Прочность и долговечность тяговых органов» (1967, соавтор Эппель А. И.), «Основы создания магнитных транспортных установок» (1972) и др.
Заслуженный работник высшей школы УССР (1980). Награжден орденом Трудового Красного Знамени (1978), медалью «За отвагу» и другими 8 медалями, знаком «Шахтерская слава» (1970), многими ведомственными знаками и грамотами.
Профессор Илья Григорьевич Штокман является автором нового научного направления и создателем научной школы в шахтном транспорте. Начиная с 1960 года, на кафедре формируется новое наукоемкое направление «Усовершенствование рудничных цепных конвейеров и создание транспортных установок на основе новых принципов действия». Актуальность вопроса усовершенствования цепных конвейеров определялась их широким распространением на горных предприятиях и в то же время их сравнительно низкими технико-экономическими показателями. Последние были отчасти обусловлены недостаточной изученностью вопросов динамики и прочности этих машин, особенно их исполнительных органов — скребковых цепей.
При разработке проблемы под руководством проф. И. Г. Штокмана сотрудники кафедры, её аспиранты и соискатели Г. Е. Бондаренко, В. В. Быстров, Ф. С. Воюш, В. К. Калюжный, К. А. Карабицкий, П. М. Кондрахин, А. П. Леонов, С. Э. Марчак, В. Н. Маценко, Н. Д. Мухопад, Ю. А. Петров, В. И. Русанов, Е. П. Сикиржицкий, А. В. Скориков, Е. М. Сноведский, А. М. Суденко, А. М. Филиппов, К. И. Чебаненко, Л. И. Эппель отдельные этапы выполнили с заводами угольного машиностроения — Луганским и Артёмовским, проектными и исследовательскими организациями — ДонУГИ, ИГД им. А.Скочинского, ВНИИПТУГЛЕМАШ, Гипроуглеобогащение и др, а также с угольными предприятиями — шахтами и обогатительными фабриками. По этим вопросам сотрудниками кафедры было опубликовано более 100 статей и монографий: «Динамика тяговых цепей рудничных конвейеров», «Эксплуатация подземных конвейеров», «Прочность и долговечность тяговых органов» и др. Под руководством проф. И. Г. Штокмана сотрудники кафедры Т. С. Бурчак, П. М. Кондрахин, В. Н. Маценко, Н. Д. Мухопад, И. Т. Сидоренко, К. И. Чебаненко, С. А. Чумак вместе с другими научными работниками Донецка, находящимися в контакте с кафедрой, в 1964 г. опубликовали первый капитальный справочник «Шахтный транспорт», составленный на основе материалов отечественной практики, собранных на заводах угольного машиностроения, в угольных трестах и комбинатах Донбасса, Кузбасса и Караганды, в проектных, научно-исследовательских и учебных институтах. Это был первый справочник, охватывающий все основные вопросы шахтного транспорта.

## Семья
Сын — Марк Ильич Штокман, физик, известный своими исследованиями в области плазмоники, почётный профессор (distinguished university professor) Университета штата Джорджия.

## Стихи в честь Ильи Григорьевича Штокмана
Штокману И. Г. посвящается 100 лет со дня рождения (18.02.1920 — 18.02.2020)
Кто не учился в ДПИ до 90-х
Тот Штокмана И. Г. уже не знал.
ДонНТУ уже намного позже
В Донецке Храм науки стал.
Был транспортник тогда такой от Бога,
Который знал все «дебри» ВШТ,
И в те года была «положена дорога»
Назвать всю кафедру тем именем и ГЗТ.
```
ГРУДАЧЕВ А. Я .
```

## Публикации
Основные публикации-монографии:
- «Основы теории и расчета рудничных транспортных установок» (соавтор Поляков Н. С.),
- «Динамика тяговых цепей рудничных конвейеров» (1959 г.),
- «Прочность и долговечность тяговых органов» (1967 г., соавтор Эппель А. И.),
- «Основы создания магнитных транспортных установок» (1972 г.) и др.

## Награды
Заслуженный работник высшей школы УССР (1980 г.). Награжден:
- орденом Трудового Красного Знамени (1978 г.),
- медалью «За отвагу» и еще 8 медалями,
- знаком «Шахтерская слава» (1970 г.),
- многими ведомственными знаками и грамотами.

## Мемориальная доска
Мемориальная доска основателю научной школы по рудничному транспорту Штокману Илье Григорьевичу установлена на корпусе № 5 Донецкого Национального Технического Университета по улице Кобозева, 15, в котором он работал с 1960 по 1991 гг.

## Марки в честь Ильи Григорьевича Штокмана
18.02.2020 в продажу поступила марка «Штокман И. Г.».